# Hansjörg Schneider (Fußballspieler)
Hans-Jörg Schneider (* 22. Januar 1966 in Wiehl) ist ein ehemaliger deutscher Fußballspieler.

## Karriere
Schneider begann in Marienhagen, in einer Ortschaft der Stadt Wiehl, beim dort ansässigen VfR Marienhagen sechsjährig mit dem Fußballspielen. Dem Jugendalter entwachsen, kam er 19-jährig im oberbergischen Lindlar beim dort ansässigen Mehrspartenverein TuS Lindlar in der Saison 1985/86 in der seinerzeit vierthöchsten Spielklasse, der Verbandsliga Mittelrhein, zum Einsatz. Am Saisonende gewann er mit seiner Mannschaft seinen ersten Titel im Seniorenbereich – die regionale Meisterschaft.
Von 1986 bis 1990 spielte er für den VfB Remscheid in der seinerzeit dritthöchsten Spielklasse, der Oberliga Nordrhein. Am Ende seiner letzten Saison stieg der Verein in die Verbandsliga Mittelrhein ab.
Zur Saison 1990/91 vom SC Fortuna Köln verpflichtet, spielte er für diesen Verein zehn Jahre lang in der 2. Bundesliga und bestritt 285 Punktspiele, in denen er 14 Tore erzielte. Sein Debüt gab er am 29. Juli 1990 (1. Spieltag) bei der 0:2-Niederlage im Auswärtsspiel gegen Preußen Münster; sein erstes Tor erzielte er am 23. März 1991 (26. Spieltag) beim 2:0-Sieg im Auswärtsspiel gegen Rot-Weiss Essen mit dem  Treffer zum 1:0 in der fünften Minute. Es folgte – Abstieg bedingt – eine letzte Saison in der Regionalliga Nord, in der er zwei Tore in 36 Punktspielen erzielte. Sein letztes Spiel seiner Karriere bestritt er am 9. Juni 2001 (36. Spieltag) bei der 2:3-Niederlage im Heimspiel gegen Werder Bremen II. Anhaltende Knieprobleme zwangen ihn im Oktober 2001 seine Karriere zu beenden.

## Erfolge
- Meister Verbandsliga Mittelrhein 1986

## Sonstiges
Der diplomierte Sportlehrer, der eine Körperlänge von 182 cm aufwies, wog während seiner Spielerkarriere 85 kg.